# Beim Jodeln juckt die Lederhose
Beim Jodeln juckt die Lederhose ist ein deutscher Erotikfilm aus dem Jahr 1974.

## Handlung
In einem kleinen bayerischen Städtchen neben den Bergen bricht ein Bus mit überwiegend weiblichen Passagieren zusammen. Frauen beginnen, sentimentale Beziehungen zu den Einheimischen aufzubauen. Ein großer Teil der Aktionen findet im örtlichen Gasthaus statt.

## Kritik
„Sexfilm vor zauberhafter Landschaftskulisse um urbayerische Jodler und sexhungrige Preußinnen“